# Kościół Chrystusa Króla w Zielęcicach
Kościół Chrystusa Króla – rzymskokatolicki kościół filialny w Zielęcicach. Świątynia należy do parafii Najświętszej Maryi Panny Różańcowej w Brzezinie w dekanacie Brzeg południe, archidiecezji wrocławskiej.

## Historia kościoła
Pierwsze informacje o kościele w Zielęcicach pochodzą z około 1305 roku. Obecna świątynia pochodzi z początku XV wieku. W 2. połowie XIX wieku została dobudowana wieża kościelna. Pomiędzy XVI wiekiem a 1945 rokiem kościół należał do ewangelików. Odnawiany był w 1864 i 1934 roku. W czasie działań wojennych II wojny światowej uległ zniszczeniu. Odnowiony został w latach 70. XX wieku.

## Architektura i wnętrze kościoła
Jest to gotycka orientowana, murowana budowla, z neogotycką wieżą kościelną. Wnętrze upiększają fragmenty polichromii gotyckiej pochodzącej z 1. połowy XV wieku. Powyżej tabernakulum widoczna jest w obramowaniu ornamentu roślinnego mała litera „M”, tzw. minuskuła. Na ścianach prezbiterium, nawy oraz kaplicy zachowały się krzyże apostolskie (zacheuszki), różnej wielkości, niektóre z nich są widoczne w dekoracyjnych obramieniach. W kaplicy bocznej znajduje się ołtarzyk barokowy pochodzący z XVIII wieku, z rzeźbą Chrystusa Błogosławionego. Wokół kościoła zachowały się fragmenty ceglanego muru gotyckiego.